# Ihász Kálmán
Ihász Kálmán (Budapest, 1941. március 6. – Budapest, 2019. január 31.) olimpiai bajnok magyar labdarúgó, balhátvéd.

## Pályafutása

### A Vasasban
1953-ban kezdte a labdarúgást a Budapesti Vasasban, első élvonalbeli mérkőzését 1958-ban játszotta a Szombathelyi Haladás ellen. Pályafutása során (hátvéd létére) többször játszott csatárpozícióban, de fedezetként is. Stílusára a gyorsaság és a keménység volt jellemző.
Első bajnokságát 1961-ben nyerte meg, amit 1962-ben sikerült megvédenie csapatával. Később, 1965-ben és 1966-ban újra magyar bajnok lett a Vasassal. Háromszor volt Közép-európai kupagyőztes, illetve egyszer MNK-győztes a csapattal.
Összesen 270 bajnoki mérkőzésen szerepelt. Mészöly Kálmánnal és Farkas Jánossal együtt fejezte be aktív pályafutását 1974-ben.

### A válogatottban
1962 és 1969 között 27 alkalommal szerepelt a válogatottban. Az 1964-es tokiói olimpián a győztes magyar válogatott tagja volt. 1963 és 1964 között 16-szor játszott az olimpiai csapatban. Két világbajnokságra válogatták be a csapatba, de egyszer sem lépett pályára: az 1962-es chilei világbajnokságon és az 1966-os angliai világbajnokságon.

### Visszavonulása után
Bár szerzett a Testnevelési Főiskolán szakedzői, ill. menedzseri diplomát (emellett esztergályos szakmunkás-bizonyítványa is volt), végleg szakított a labdarúgással. Divatáru üzletet nyitott a Belvárosban, ahol saját készítésű ruhaneműit árulta. Aktív tagja volt az Olimpiai Bajnokok Klubjának és 2007-ben a Magyar Olimpiai Bizottság tagjává választották. 2019 elején elvesztette feleségét, ezt a veszteséget nem tudta feldolgozni, rövid betegség után, január 31-én ő is elhunyt, 77 évesen.

## Sikerei, díjai
- Európa-bajnokság
  - bronzérmes: 1964
- Olimpiai játékok
  - aranyérmes: 1964, Tokió
- Magyar bajnokság
  - bajnok (4 alkalommal): 1960–61, 1961–62, 1965, 1966
  - 3. (4 alkalommal): 1959–60, 1968, 1970–71, 1972–73
- Magyar Népköztársasági Kupa
  - győztes: 1973
- Bajnokcsapatok Európa-kupája (BEK)
  - negyeddöntős: 1967-1968
- Közép-európai kupa (KK)
  - győztes:[3] 1962, 1965, 1970
  - 2.: 1963
  - 3.: 1966
- A XIII. kerület díszpolgára (2011)[4]

## Családja
Nős. Öccse Ihász Gábor táncdalénekes volt, aki negyvenkét éves korában hunyt el 1989-ben. Unokatestvére Delhusa Gjon énekes, zeneszerző, dalszövegíró.

## Statisztika

### Mérkőzései a válogatottban
| Magyarország | Magyarország         | Magyarország                          | Magyarország     | Magyarország | Magyarország  | Magyarország          | Magyarország | Magyarország |
| #            | Dátum                | Helyszín                              | Hazai            | Eredmény     | Vendég        | Kiírás                | Gólok        | Esemény      |
| ------------ | -------------------- | ------------------------------------- | ---------------- | ------------ | ------------- | --------------------- | ------------ | ------------ |
| 1.           | 1962. június 24.     | Bécs, Práter-stadion                  | Ausztria         | 1 – 2        | Magyarország  | barátságos            | -            | 51'          |
|              | 1963. május 4.       | Budapest, Népstadion                  | Magyarország     | 4 – 0        | Svédország    | olimpiai selejtező    | -            |              |
| 2.           | 1963. október 19.    | Kelet-Berlin, Walter Ulbricht Stadion | NDK              | 1 – 2        | Magyarország  | NEK-selejtező         | -            |              |
| 3.           | 1963. október 27.    | Budapest, Népstadion                  | Magyarország     | 2 – 1        | Ausztria      | barátságos            | -            |              |
| 4.           | 1963. november 3.    | Budapest, Népstadion                  | Magyarország     | 3 – 3        | NDK           | NEK-selejtező         | -            |              |
|              | 1963. december 3.    | Dakar                                 | Szenegál         | 3 – 8        | Magyarország  | barátságos (olimpiai) | -            |              |
|              | 1963. december 5.    | Abidjan                               | Elefántcsontpart | 1 – 4        | Magyarország  | barátságos (olimpiai) | -            |              |
|              | 1963. december 8.    | Lomé                                  | Togo             | 2 – 3        | Magyarország  | barátságos (olimpiai) | -            | becserélve   |
|              | 1963. december 15.   | Accra                                 | Ghána            | 1 – 2        | Magyarország  | barátságos (olimpiai) | -            | becserélve   |
|              | 1963. december 26.   | Algír                                 | Algéria          | 0 – 3        | Magyarország  | barátságos (olimpiai) | -            | becserélve   |
|              | 1964. április 29.    | Palma de Mallorca                     | Spanyolország    | 1 – 2        | Magyarország  | olimpiai selejtező    | -            |              |
|              | 1964. május 6.       | Budapest, Népstadion                  | Magyarország     | 3 – 0        | Spanyolország | olimpiai selejtező    | -            |              |
| 5.           | 1964. június 20.     | Barcelona, Camp Nou (ESP)             | Magyarország     | 3 – 1        | Dánia         | NEK 3. helyért        | -            |              |
|              | 1964. október 11.    | Tokió, Olimpiai stadion (JPN)         | Magyarország     | 6 – 0        | Marokkó       | olimpiai B csoport    | -            |              |
|              | 1964. október 15.    | Tokió, Komazawa stadion (JPN)         | Magyarország     | 6 – 5        | Jugoszlávia   | olimpiai B csoport    | -            |              |
|              | 1964. október 18.    | Jokohama, Mitsuzawa stadion (JPN)     | Magyarország     | 2 – 0        | Románia       | olimpiai negyeddöntő  | -            |              |
|              | 1964. október 20.    | Tokió, Csicsibu Herceg Stadion (JPN)  | Magyarország     | 6 – 0        | Egyiptom      | olimpiai elődöntő     | -            |              |
|              | 1964. október 23.    | Tokió, Olimpiai stadion (JPN)         | Csehszlovákia    | 1 – 2        | Magyarország  | olimpiai döntő        | -            |              |
| 6.           | 1965. május 23.      | Lipcse, Zentralstadion                | NDK              | 1 – 1        | Magyarország  | vb-selejtező          | -            |              |
| 7.           | 1965. június 13.     | Bécs, Práter-stadion                  | Ausztria         | 0 – 1        | Magyarország  | vb-selejtező          | -            |              |
| 8.           | 1965. szeptember 5.  | Budapest, Népstadion                  | Magyarország     | 3 – 0        | Ausztria      | vb-selejtező          | -            |              |
| 9.           | 1965. október 9.     | Budapest, Népstadion                  | Magyarország     | 3 – 2        | NDK           | vb-selejtező          | -            |              |
| 10.          | 1966. szeptember 7.  | Rotterdam, Feijenoord Stadion         | Hollandia        | 2 – 2        | Magyarország  | Eb-selejtező          | -            |              |
| 11.          | 1966. szeptember 21. | Budapest, Népstadion                  | Magyarország     | 6 – 0        | Dánia         | barátságos            | -            |              |
| 12.          | 1966. szeptember 28. | Budapest, Népstadion                  | Magyarország     | 4 – 2        | Franciaország | barátságos            | -            |              |
| 13.          | 1966. október 30.    | Budapest, Népstadion                  | Magyarország     | 3 – 1        | Ausztria      | barátságos            | -            |              |
| 14.          | 1967. április 23.    | Budapest, Népstadion                  | Magyarország     | 1 – 0        | Jugoszlávia   | barátságos            | -            |              |
| 15.          | 1967. május 10.      | Budapest, Népstadion                  | Magyarország     | 2 – 1        | Hollandia     | Eb-selejtező          | -            |              |
| 16.          | 1967. május 24.      | Koppenhága, Idrætspark                | Dánia            | 0 – 2        | Magyarország  | Eb-selejtező          | -            |              |
| 17.          | 1967. szeptember 6.  | Bécs, Práter-stadion                  | Ausztria         | 1 – 3        | Magyarország  | barátságos            | -            |              |
| 18.          | 1967. szeptember 27. | Budapest, Népstadion                  | Magyarország     | 3 – 1        | NDK           | Eb-selejtező          | -            |              |
| 19.          | 1967. október 29.    | Lipcse, Zentralstadion                | NDK              | 1 – 0        | Magyarország  | Eb-selejtező          | -            |              |
| 20.          | 1968. május 4.       | Budapest, Népstadion                  | Magyarország     | 2 – 0        | Szovjetunió   | Eb-selejtező          | -            |              |
| 21.          | 1968. május 11.      | Moszkva, Lenin-stadion                | Szovjetunió      | 3 – 0        | Magyarország  | Eb-selejtező          | -            |              |
| 22.          | 1969. június 8.      | Dublin, Lansdowne Road                | Írország         | 1 – 2        | Magyarország  | vb-selejtező          | -            |              |
| 23.          | 1969. szeptember 14. | Prága, Stadion Letná                  | Csehszlovákia    | 3 – 3        | Magyarország  | vb-selejtező          | -            |              |
| 24.          | 1969. szeptember 24. | Stockholm, Råsunda Stadion            | Svédország       | 2 – 0        | Magyarország  | barátságos            | -            |              |
| 25.          | 1969. október 22.    | Budapest, Népstadion                  | Magyarország     | 3 – 0        | Dánia         | vb-selejtező          | -            |              |
| 26.          | 1969. november 5.    | Budapest, Népstadion                  | Magyarország     | 4 – 0        | Írország      | vb-selejtező          | -            |              |
| 27.          | 1969. december 3.    | Marseille, Stade Vélodrome (FRA)      | Csehszlovákia    | 4 – 1        | Magyarország  | vb-selejtező          | -            |              |
|              | Összesen             |                                       |                  | 27           | mérkőzés      |                       | 0            | gól          |